# Dermestarium
Ett dermestarium är en plats eller terrarium där taxidermister låter skalbaggslarver äta upp kött och andra mjukdelar från kadaver i syfte att frilägga skeletten för bevaring. Namnet kommer från det släkte av skalbaggslarver som oftast används, Dermestes, som ingår i familjen ängrar.
Dermestarier används vid museer och forskningsinstitutioner. Ibland kan de ligga i skilda, för ändamålet avsedda byggnader, som det så kallade Dermestariet vid Naturhistoriska riksmuseet i Stockholm. Det finns andra metoder för att rensa skelett från mjukdelar, till exempel nedgrävning, urlakning i kallt och varmt vatten och eventuella tillsatser av enzym eller kemiska ämnen. Även andra ryggradslösa djur, som gråsuggor och tånglöss, används. Vid institutionerna är skalbaggslarver  det mest etablerade tillvägagångssättet och har använts i USA sedan åtminstone 1940-talet.
Vid tillämpningen placeras ett flått kadaver på en bricka i ett terrarium som förberetts med en koloni skalbaggar. Kadavret renskärs varsamt för att få färre mjukdelar och därmed skynda på processen, det är även något torkat för att bättre tilltala larverna. När skelettet ätits rent tas brickan med kadavret ut för att i placeras i en frys under en vecka. Under frysperioden dödas de skalbaggar och larver som följt med.
Det tar några dagar för larverna att äta rent ett mindre djur och upp till flera år för ett större djur.